# Remus Wulf
Remus Wulf (angleško Remus Lupin) je izmišljena oseba iz serije fantazijskih romanov o Harryju Potterju britanske pisateljice J. K. Rowling.
Je Harryjev profesor obrambe pred mračnimi silami v tretjem letniku šolanja, bil je prijatelj njegovih staršev (James in Lily Potter) ter Harryjevega botra Siriusa Blacka. Je volkodlak, saj ga je v mladosti ugriznil Fenrir Vraniesiw. Umre v boju, v katerem ubijejo tudi Mrlakensteina. Pred tem se poroči s Fatale Tanga, s katero imata sina Teddyja Remusa Wulfa. Teddyjev boter je Harry.
Remus Wulf se je rodil 10. marca 1960. Njegova mati Hope je bila bunkelj, oče pa je delal na ministrstvu za čaranje. Ukvarjal se je tudi s temnimi bitji in ko je nekoč pred volkodlakom Fenrirom Vraniesiwom rekel, da je ničvredna zver, se mu je ta odločil maščevati. Sredi noči je udrl v njegov dom ter ugriznil osebo, ki mu je prva prišla pod roke; njegovega sina Remusa.
Remus se kot otrok zaradi likantropije ni smel igrati z drugimi otroci saj bi lahko komu povedal kaj v resnici je. Poleg tega so starši mislili, da ne bo mogel na Bradavičarko. Nekega dne pa je ravnatelj te šole (Albus Dumbledore) potrkal na njihova vrata ter jim pojasnil, da je Remus sprejet na Bradavičarko, ter da bo za njegove transformacije poskrbljeno.
Tako se je Remus z 11 leti pričel šolati na Bradavičarki, kjer je spoznal 3 prijatelje: Marriusa Mallya, Jamesa Potterja ter Siriusa Blacka. Ni jim upal povedati za svojo skrivnost, toda kljub temu so njegovi prijatelji v drugem letniku ugotovili kam Remus odhaja vsak mesec. Toda namesto da bi ga zasmehovali so se mu odločili pomagati. Postali so magi, kar je izredno težko. To so dosegli v petem letniku. James se je lahko spremenil v jelena, Sirius v velikega črnega psa, Marrius pa v podgano. Tako so se vsi skupaj vsako polno luno odpravili v Besnečo brunarico (kjer se je Remus v velikih bolečinah transformiral) ter mu delali družbo. 
Remus je leta 1978 zaključil šolanje na Bradavičarki kot odličen učenec. Kmalu zatem se je skupaj s prijatelji ter Jamesovo ženo Lilly Potter včlanil v Feniksov red. Toda življenje se mu je obrnilo na glavo, ko je Mrlakenstein ubil Jamesa in Lilly, saj ju je (tako je on mislil) Sirius izdal. 
Sirius je bil obtožen izdajstva ter umora Marriusa, ki naj bi ga ubil tistega večera. Remus je postal osamljen saj razen staršev ni imel nikogar. Ker je bil volkodlak je moral opravljati nizko plačana dela.
Leta 1993 je Remusa poiskal Albus Dumbledore ter ga prosil, naj pride učiti na Bradavičarko. Remus se je strinjal, med svojim delom pa je večkrat srečal sina Jamesa in Lilly; Harrya Potterja. 
Istega leta je tudi ugotovil resnico o smrti svojih prijateljev. Izvedel je, da Sirius ni storil ničesar slabega, temveč da je Marrius tisti, ki je izdal prijatelje ter nato pobegnil spremenjen kot podgana. 
Remus je kasneje spoznal svojo ženo Fatale Tanga s katero se je potem poročil na Škotskem. Kmalu se jima je rodil sin Teddy Remus Wulf. Tanga ter Remus oba umreta 2. maja 1998 med bitko za Bradavičarko.
Remusa v filmski seriji igrata James Utechin (kot najstnika) in David Thewlis (kot odraslega).